# Windberg
Windberg è un comune tedesco di 1 051 abitanti, situato nel land della Baviera.